# Yoann Barbet
Yoann Barbet, né le 10 mai 1993 à Libourne, est un footballeur français qui évolue au poste de défenseur central à Al-Riyadh FC.

## Biographie
Formé aux Girondins de Bordeaux. L'essai au sein du club deux-sévrien s'avère concluant, il s'engage deux ans avec les Chamois niortais qui évolue en Ligue 2. Il dispute avec cette équipe 33 matchs en Ligue 2, pour deux buts inscrits.
Le 24 juin 2015, il rejoint l'équipe anglaise de Brentford FC avec à la clé un contrat de quatre saisons,. Les frais de transfert payés par Brentford n'ont pas été divulgués.
À l'issue de la saison 2018-2019, il est libéré par Brentford. Puis, le 18 juin 2019 il rejoint les Queens Park Rangers, où il signe pour trois ans,. 
Yoann Barbet, en fin de contrat avec Queens Park Rangers, s'engage avec les Girondins de Bordeaux. Le défenseur central français, originaire de Gironde, signe pour trois ans, plus une année supplémentaire en option,.
Le 26 août 2024, après la rupture de son contrat à la suite de la descente de Bordeaux en National 2, il s'engage avec le club saoudien d'Al-Riyadh FC. Il signe un contrat d'un an, avec une année supplémentaire en option.

## Statistiques
| Saison                | Club                     | Championnat           | Championnat | Championnat | Championnat | Coupe(s) nationale(s) | Coupe(s) nationale(s) | Coupe(s) nationale(s) | Compétition(s) continentale(s) | Compétition(s) continentale(s) | Compétition(s) continentale(s) | Compétition(s) continentale(s) | Total | Total | Total |
| Saison                | Club                     | Division              | M.          | B.          | P.d.        | M.                    | B.                    | P.d.                  | Comp.                          | M.                             | B.                             | P.d.                           | M.    | B.    | P.d.  |
| 2010-2011             | Girondins de Bordeaux II | CFA 2                 | 5           | 3           | 0           | 0                     | 0                     | 0                     | -                              | -                              | -                              | -                              | 5     | 3     | 0     |
| 2011-2012             | Girondins de Bordeaux II | CFA                   | 16          | 2           | 0           | 0                     | 0                     | 0                     | -                              | -                              | -                              | -                              | 16    | 2     | 0     |
| 2012-2013             | Girondins de Bordeaux II | CFA                   | 30          | 5           | 0           | 0                     | 0                     | 0                     | -                              | -                              | -                              | -                              | 30    | 5     | 0     |
| 2013-2014             | Girondins de Bordeaux II | CFA                   | 24          | 3           | 0           | 0                     | 0                     | 0                     | -                              | -                              | -                              | -                              | 24    | 3     | 0     |
| Sous-total            | Sous-total               | Sous-total            | 75          | 13          | 0           | 0                     | 0                     | 0                     | -                              | -                              | -                              | -                              | 75    | 13    | 0     |
| 2014-2015             | Chamois Niortais         | Ligue 2               | 33          | 2           | 1           | 2                     | 0                     | 0                     | -                              | -                              | -                              | -                              | 35    | 2     | 1     |
| 2015-2016             | Brentford FC             | Championship          | 18          | 1           | 1           | 1                     | 0                     | 0                     | -                              | -                              | -                              | -                              | 19    | 1     | 1     |
| 2016-2017             | Brentford FC             | Championship          | 23          | 1           | 0           | 2                     | 1                     | 0                     | -                              | -                              | -                              | -                              | 25    | 2     | 0     |
| 2017-2018             | Brentford FC             | Championship          | 34          | 3           | 2           | 3                     | 0                     | 0                     | -                              | -                              | -                              | -                              | 37    | 3     | 2     |
| 2018-2019             | Brentford FC             | Championship          | 32          | 1           | 0           | 5                     | 0                     | 0                     | -                              | -                              | -                              | -                              | 37    | 1     | 0     |
| Sous-total            | Sous-total               | Sous-total            | 107         | 6           | 3           | 11                    | 1                     | 0                     | -                              | -                              | -                              | -                              | 118   | 7     | 3     |
| 2019-2020             | Queens Park Rangers      | Championship          | 27          | 0           | 2           | 2                     | 0                     | 0                     | -                              | -                              | -                              | -                              | 29    | 0     | 2     |
| 2020-2021             | Queens Park Rangers      | Championship          | 46          | 2           | 2           | 1                     | 0                     | 0                     | -                              | -                              | -                              | -                              | 47    | 2     | 2     |
| 2021-2022             | Queens Park Rangers      | Championship          | 41          | 2           | 1           | 4                     | 0                     | 0                     | -                              | -                              | -                              | -                              | 45    | 2     | 1     |
| Sous-total            | Sous-total               | Sous-total            | 114         | 4           | 5           | 7                     | 0                     | 0                     | -                              | -                              | -                              | -                              | 121   | 4     | 5     |
| 2022-2023             | Girondins de Bordeaux    | Ligue 2               | 30          | 5           | 2           | 2                     | 3                     | 0                     | -                              | -                              | -                              | -                              | 32    | 8     | 2     |
| 2023-2024             | Girondins de Bordeaux    | Ligue 2               | 36          | 6           | 0           | 4                     | 0                     | 0                     | -                              | -                              | -                              | -                              | 40    | 6     | 0     |
| Sous-total            | Sous-total               | Sous-total            | 49          | 8           | 2           | 4                     | 3                     | 0                     | -                              | -                              | -                              | -                              | 53    | 11    | 2     |
| Total sur la carrière | Total sur la carrière    | Total sur la carrière | 378         | 33          | 11          | 24                    | 4                     | 0                     | -                              | -                              | -                              | -                              | 402   | 37    | 11    |

## Distinctions personnelles
- Membre de l'équipe type de Ligue 2 aux Trophées UNFP du football 2023[14]